# Ecuadors flagga
Ecuadors flagga antogs den 26 september 1860 och har proportionerna 2:3. Till höger visas den flagga som används som stats- och nationsflagga. Den flagga som används av enskilda medborgare saknar statsvapnet, och ser därmed exakt likadan ut som 
Colombias flagga flaggor, bortsett från proportionerna.
Den gula färgen står för solen och naturrikedomarna, den blå för havet och himlen, medan den röda påminner om blodet som utgjutits i frihetskampen.
Ecuador antog 1860 det gamla Storcolombias flagga som nationsflagga. Även Venezuela och Colombia använder nationsflaggor med samma ursprung som Ecuadors. Den moderna ecuadorianska varianten med statsvapnet i mitten skapades 1900. Flaggan bygger på den flagga som Francisco de Miranda använde vid det misslyckade försöket att skapa en fri sydamerikansk statsbildning 1806.

## Provinsernas flaggor
Var och en av Ecuadors 24 provinser har en egen flagga.

Azuay
Bolívar
Cañar
Carchi
Cotopaxi
El Oro
Esmeraldas
Galápagos
Guayas
Imbabura
Loja
Los Ríos
Manabí
Morona Santiago
Napo
Orellana
Pastaza
Pichincha
Santo Domingo de los Tsáchilas
Sucumbíos
Tungurahua
Zamora Chinchipe